# Polygenis martinezbaezi
Polygenis martinezbaezi är en loppart som beskrevs av Vargas 1951. Polygenis martinezbaezi ingår i släktet Polygenis och familjen Rhopalopsyllidae. Inga underarter finns listade i Catalogue of Life.